# 서울신설동국민학교
서울신설동국민학교(서울新設洞國民學校)는 대한민국 서울특별시 동대문구에 있었던 공립 초등학교이다.

## 연혁
- 1962년 7월 12일 : 개교
- 1975년 2월 28일 : 폐교

## 폐교 이후
폐교 이후, 학교 부지에는 숭인여자중학교(현 숭인중학교)가 개교하였고, 숭인여자중학교가 2005년에 이전한 이후에는 동대문운동장에 있었던 풍물시장이 동대문운동장이 철거되면서 이곳으로 이전하였다.